# Daniel Santos (Musiker)
Daniel Santos, mit vollem Namen Daniel Doroteo Santos Betancourt (* 5. Februar 1916 in Santurce, Puerto Rico; † 27. November 1992 in Ocala/Florida, Vereinigte Staaten), bekannt als „El Jefe“ und „El Inquieto Anacobero“, war einer der bedeutendsten Sänger und Komponisten lateinamerikanischer Populärmusik.

## Leben
Daniel Santos wuchs in dem Barrio Trastalleres von Santurce auf. Den Schulbesuch musste er nach der vierten Klasse beenden, um seine Eltern als Schuhputzer finanziell zu unterstützen. 1924 kam die Familie nach New York City, wo Santos erneut die Schule besuchte, Englisch lernte und im Schulchor sang. Im Alter von vierzehn Jahren nahm er sich eine eigene Wohnung.
Durch einen Zufall wurde er von einem Mitglied des Trío Lírico entdeckt, mit dem er bald regelmäßig im Borinquen Social Club auftrat. 1938 lernte er Pedro Flores kennen, der ihn in seine Gruppe, El Cuarteto Flores aufnahm. Mit der Gruppe, der auch Myrta Silva und später Pedro Ortiz Dávila angehörten, wurde Santos bekannt und sang zahlreiche populäre Titel, darunter Despedida (1941) und Linda (1942), die Flores für ihn komponiert hatte.
Er wurde dann als Nachfolger von Miguelito Valdés Mitglied des Orchesters von Xavier Cugat, bevor er zum Kriegsdienst in die US Army eingezogen wurde. In dieser Zeit näherte er sich der puerto-ricanischen Unabhängigkeitsbewegung und der Partido Nacionalista de Puerto Rico unter Pedro Albizu Campos an, was ihm Probleme mit der amerikanischen Regierung und dem FBI einbrachte. Mit seinem Freund Pedro Ortiz Davila („Davilita“) sang er in dieser Zeit patriotische Lieder nach Texten von Juan Antonio Corretjer.
Seit Ende der 1940er Jahre pendelte Santos fünfzehn Jahre lang zwischen New York City und Kuba und komponierte in dieser Zeit um die 400 Lieder. Er sympathisierte mit der Revolution Fidel Castros, und sein Lied Sierra Maestra wurde zur Hymne des Movimiento 26 de Julio. Nachdem er gehört hatte, dass Castro plane, Kinder für das Militär auszubilden, zog er sich desillusioniert zurück.
Er trat dann bei der Radiostation Suaritos im Wechsel mit Musikern wie Toña la Negra auf und erhielt schließlich beim Radio Progreso einen Vertrag, mit der Gruppe Sonora Matancera aufzutreten, mit der er große Erfolgstitel von Komponisten wie Pablo Cairo, Isolina Carrillo und Jesús Guerra Zayas aufführte.
Santos’ bewegtes unstetes Leben – er war dreizehnmal verheiratet und setzte große Teile seiner Verdienste in Alkohol um – inspirierten mehrere Schriftsteller zu biographischen Werken über ihn, so Josean Ramos zur Novelle Vengo a decirle adiós a los muchachos, Salvador Garmendia zu dem Buch El Inquieto Anacobero und Luis Rafael Sánchez zu La importancia de llamarse Daniel Santos. Nach eigenen Erzählungen Santos’ schrieb Héctor Mujica El Inquieto Anacobero: confesiones de Daniel Santos a Héctor Mújica (1982).
Santos nahm mehr als 700 Lieder auf etwa 300 LPs auf, die in den Vereinigten Staaten, Mexiko, Venezuela, Argentinien, Kolumbien, Ecuador, Peru und Chile erschienen. Seit Ende der 1980er Jahre wurden zahlreiche Aufnahmen auf CD neu verlegt.